# Detlef Hofmann
Detlef Hofmann, född den 12 november 1963 i Karlsruhe, Västtyskland, är en tysk kanotist.
Han tog OS-guld i K-4 1000 meter i samband med de olympiska kanottävlingarna 1996 i Atlanta.